# Łyżwiarstwo szybkie na Zimowych Igrzyskach Olimpijskich 2018 – bieg masowy kobiet
Bieg masowy kobiet rozgrywany w ramach łyżwiarstwa szybkiego na Zimowych Igrzyskach Olimpijskich 2018 odbył się 24 lutego w hali Gangneung Oval w Gangneung. Zawody rozegrano po raz pierwszy w historii igrzysk. Do finału awansowało po 8 zawodniczek, które zdobyły najwięcej punktów w półfinałach. Wyścig składał się z 16 okrążeń. Trzy pierwsze zawodniczki na mecie otrzymywały odpowiednia 60, 40 i 20 punktów. Dodatkowo zawodniczki, które zajmowały trzy pierwsze miejsca po 4, 8 i 12 okrążeniu dostawały 5, 3 i 1 punktów.
Pierwszą w historii mistrzynią została Japonka Nana Takagi. Za nią uplasowała się Koreanka Kim Bo-reum, a brąz wywalczyła Irene Schouten z Holandii.
Z zawodach wzięły udział dwie Polki. Luiza Złotkowska zajęła w finale 9 miejsce, Magdalena Czyszczoń odpadła w półfinale.

## Terminarz
| Data      | Konkurencja | Godzina rozpoczęcia | Godzina rozpoczęcia |
| Data      | Konkurencja | UTC+09:00           | CET                 |
| --------- | ----------- | ------------------- | ------------------- |
| 24 lutego | Półfinały   | 20:00               | 12:00               |
| 24 lutego | Finały      | 21:30               | 13:30               |

## Wyniki

### Półfinały

#### Półfinał 1
| Miejsce | Zawodniczka                 | Reprezentacja            | Punkty | Czas    | Uwagi         |
| ------- | --------------------------- | ------------------------ | ------ | ------- | ------------- |
| 1.      | Francesca Lollobrigida      | Włochy                   | 68     | 8:54,19 | Q             |
| 2.      | Guo Dan                     | Chińska Republika Ludowa | 43     | 8:54,20 | Q             |
| 3.      | Keri Morrison               | Kanada                   | 21     | 8:54,25 | Q             |
| 4.      | Irene Schouten              | Holandia                 | 5      | 8:54,94 | Q             |
| 5.      | Nana Takagi                 | Japonia                  | 5      | 8:55,14 | Q             |
| 6.      | Kim Bo-reum                 | Korea Południowa         | 4      | 9:22,21 | Q             |
| 7.      | Mia Manganello              | Stany Zjednoczone        | 1      | 8:54,52 | Q             |
| 8.      | Maryna Zujewa               | Białoruś                 | 0      | 8:54,38 | Q             |
| 9.      | Elena Møller Rigas          | Dania                    | 0      | 8:54,39 |               |
| 10.     | Laura Isabel Gomez Quintero | Kolumbia                 | 0      | 8:54,99 |               |
| 11.     | Magdalena Czyszczoń         | Polska                   | 0      | 8:56,66 |               |
| 12.     | Ramona Härdi                | Szwajcaria               | 0      | 2:49,59 | (4 okrążenia) |

#### Półfinał 2
| Miejsce | Zawodniczka            | Reprezentacja            | Punkty | Czas    | Uwagi       |
| ------- | ---------------------- | ------------------------ | ------ | ------- | ----------- |
| 1.      | Nikola Zdráhalová      | Czechy                   | 60     | 8:32,22 | Q           |
| 2.      | Annouk van der Weijden | Holandia                 | 40     | 8:32,31 | Q           |
| 3.      | Li Dan                 | Chińska Republika Ludowa | 24     | 8:32,49 | Q           |
| 4.      | Claudia Pechstein      | Niemcy                   | 5      | 8:35,58 | Q           |
| 5.      | Heather Richardson     | Stany Zjednoczone        | 5      | 8:38,19 | Q           |
| 6.      | Francesca Bettrone     | Włochy                   | 5      | 8:38,69 | Q           |
| 7.      | Saskia Alusalu         | Estonia                  | 3      | 8:35,59 | Q           |
| 8.      | Luiza Złotkowska       | Polska                   | 3      | 9:08,41 | Q           |
| 9.      | Park Ji-woo            | Korea Południowa         | 1      | 8:33,43 |             |
| 10.     | Ivanie Blondin         | Kanada                   | 1      | 8:53,92 |             |
| 11.     | Tatjana Michajlewa     | Białoruś                 | 0      | 8:33,93 |             |
| 12.     | Ayano Satō             | Japonia                  | 0      | 4:49,19 | (8 okrążeń) |

### Finał
| Miejsce | Zawodniczka            | Reprezentacja            | Punkty | Czas    | Uwagi |
| ------- | ---------------------- | ------------------------ | ------ | ------- | ----- |
| 1.      | Nana Takagi            | Japonia                  | 60     | 8:32,87 |       |
| 2.      | Kim Bo-reum            | Korea Południowa         | 40     | 8:32,99 |       |
| 3.      | Irene Schouten         | Holandia                 | 20     | 8:33,02 |       |
| 4.      | Saskia Alusalu         | Estonia                  | 15     | 8:47,46 |       |
| 5.      | Li Dan                 | Chińska Republika Ludowa | 6      | 8:50,48 |       |
| 6.      | Maryna Zujewa          | Białoruś                 | 3      | 8:41,73 |       |
| 7.      | Francesca Lollobrigida | Włochy                   | 1      | 8:33,30 |       |
| 8.      | Nikola Zdráhalová      | Czechy                   | 1      | 8:41,35 |       |
| 9.      | Luiza Złotkowska       | Polska                   | 1      | 8:47,34 |       |
| 10.     | Guo Dan                | Chińska Republika Ludowa | 0      | 8:33,90 |       |
| 11.     | Heather Richardson     | Stany Zjednoczone        | 0      | 8:35,80 |       |
| 12.     | Keri Morrison          | Kanada                   | 0      | 8:41,38 |       |
| 13.     | Claudia Pechstein      | Niemcy                   | 0      | 8:41,45 |       |
| 14.     | Annouk van der Weijden | Holandia                 | 0      | 8:42,19 |       |
| 15.     | Mia Manganello         | Stany Zjednoczone        | 0      | 8:54,40 |       |
| 16.     | Francesca Bettrone     | Włochy                   | 0      | 9:04,82 |       |